# NK Zagorec Koprivnica
Nogometni klub Zagorec Koprivnica hrvatski je nogometni klub iz Koprivnice. Trenutačno se natječe u 2. ŽNL Koprivničko-križevačkoj.

## Vanjske poveznice
- [neaktivna poveznica]
- Profil, HNS Semafor